# كلير كوتينهو
كلير كوريل جوليا كوتينهو (من مواليد 8 يوليو 1985) هي سياسية بريطانية ومصرفية استثمارية سابقة شغلت منصب وزيرة الدولة لأمن الطاقة وصافي الصفر للانبعاثات الكربونية منذ أغسطس 2023. عضو في حزب المحافظين، كانت عضوة في البرلمان (نائبة) عن سوري الشرقية منذ 2019. قبل منصبها ، شغلت منصب وكيلة وزارة الدولة البرلمانية لشؤون الأطفال والأسرة والرفاهية من أكتوبر 2022 إلى أغسطس 2023 ووكيل وزارة البرلمان وزارة الدولة للأشخاص ذوي الإعاقة Mمن سبتمبر إلى أكتوبر 2022. وُصفت بأنها حليف مقرب من رئيس الوزراء ريشي سوناك، وباعتبارها مؤيدًا متحمسًا لخروج بريطانيا من الاتحاد الأوروبيA.
بعد تخرجه في الرياضيات والفلسفة من كلية اكستر، أكسفورد، عملت كمساعد في بنك الاستثمار ميريل لينش لمدة أربع سنوات تقريبًا، شاركت مع كاتبة الطعام مينا. هولاند، في تأسيس شركة ذات طابع أدبى تدعى The Novel Diner. عملت أيضًا في مركز الأبحاث التابع ليمين الوسط من أجل العدالة الاجتماعية وفي معهد الإسكان والتمويل التابع لمجموعة الصناعة الذي أنشأته ناتالي إلفيك، وفي شركة المحاسبة كيه بي إم جي كمديرة مسؤولية الشركات. تركت شركة كيه بي إم جي لتصبح مستشارة خاصة في خزانة صاحبة الجلالة؛ عملت في البداية لدى جوليان سميث، ثم أصبحت بعد ذلك مساعدة ريشي سوناك.

## نشأتها
ولدت كلير كوتينيو في 8 يوليو 1985 في لندن. هاجر والداها من الهند في أواخر السبعينيات وهم من أصل مسيحي من غوا. كان والدها الراحل ونستون طبيب تخدير، وكانت والدتها ماريا طبيبة عامة. التحق كلير بمدرسة جيمس ألين للبنات، وهي مدرسة نهارية خاصة في دولويتش، قبل أن يدرس للحصول على درجة الماجستير في الرياضيات والفلسفة في كلية إكستر، جامعة أكسفورد.